# Cirrocumulus stratiformis
Cirrocumulus stratiformis este un tip de nor cirrocumulus. Numele de cirrocumulus stratiformis provine din latină, însemnând „întins”. Cirrocumulus stratiformis apare sub forma unor nori cirrocumulus foarte mici care acoperă o mare parte a cerului. Acest tip de nori apare întotdeauna în straturi subțiri. Pot exista spații sau falii între norii individuali din strat.